# Labescau
Labescau település Franciaországban, Gironde megyében. Lakosainak száma 134 fő (2022. január 1.). Labescau Aillas, Gans, Lados, Sendets és Sigalens községekkel határos.

## Népesség
A település népességének változása:
| Lakosok száma | 104  | 78   | 87   | 101  | 106  | 105  | 117  | 124  | 126  | 134  |
|               | 1968 | 1982 | 1990 | 2006 | 2013 | 2015 | 2017 | 2019 | 2020 | 2022 |